# Yazd (tỉnh)
Yazd (tiếng Ba Tư: استان یزد) là một trong 30 tỉnh của Iran. Tỉnh nằmg ở trung bộ Iran. Tỉnh này có diện tích 129.285 km² km², dân số thời điểm năm 2005 là 958.318 người, mật độ dân số là 44,6 người/km². Tỉnh lỵ tỉnh này là thành phố Yazd. 
Tỉnh được chia thành 10 huyện: Maybod, Mehreez, Taft, Ardakan, Behabad, Khatam, Sadogh, Bafq, Abar Kooh và Yazd. Có 75,1% dân số sinh sống ở thành thị. 
Ban đầu tỉnh này thuộc tỉnh Gilan. Năm 1986, một số khu vực của tỉnh Markazi được chuyển sang các tỉnh Isfahan, Semnan và Zanjan.